# Sinopodisma tsaii
Sinopodisma tsaii är en insektsart som först beskrevs av Chang, K.S.F. 1940.  Sinopodisma tsaii ingår i släktet Sinopodisma och familjen gräshoppor. Inga underarter finns listade i Catalogue of Life.